# 161년
161년은 목요일로 시작하는 평년이다.

## 연호
- 후한(後漢) 연희(延熹) 4년

## 기년
- 후한(後漢) 환제(桓帝) 15년
- 신라(新羅) 아달라 이사금(阿達羅泥師今) 8년
- 고구려(高句麗) 차대왕(次大王) 16년
- 백제(百濟) 개루왕(蓋婁王) 34년

## 사건
- 음력 7월, 신라, 메뚜기가 곡식을 해쳤고, 바닷물고기가 많이 나와 죽었다.
- 로마 황제 였던 안토니누스 피우스가 사망하고 그의 양자이자 사위인 마르쿠스 아우렐리우스가 새 황제로 즉위함

## 탄생
- 7월 16일 - 삼국시대 촉한의 건국자 유비.
- 8월 31일 - 로마 제국 17대 황제 콤모두스.
- 오나라의 장수 여대.

## 사망
- 3월 7일 - 로마 제국 15대 황제 안토니누스 피우스

## 참고 문헌
- 진수 (233), 《삼국지》 <촉서 권32(촉서2)> 선주전
- 김부식 (1145), 《삼국사기》 〈권2〉 아달라 이사금 조(條)